# Maigesetze (Deutsches Kaiserreich)
Als Maigesetze werden im Allgemeinen während des Kulturkampfs in Preußen und im Deutschen Kaiserreich erlassene kirchenpolitische Gesetze bezeichnet. Ihr Name geht darauf zurück, dass sie im Mai der Jahre 1873, 1874 und 1875 verabschiedet worden sind.

## Vorgeschichte
Das Verhältnis zwischen Staat und Kirche war in der Geschichte des Christentums von jeher strittig. Die Kirche fühlte sich bis weit über das Mittelalter hinaus aufgerufen, in staatlichen Angelegenheiten grundsätzlich mitzureden und auch Weisungen zu erteilen. In Deutschland war die Situation zudem seit der Reformationszeit durch das Vorhandensein einer großen katholischen und mehrerer protestantischer Glaubensgemeinschaften kompliziert.
Das 1. Vatikanische Konzil 1870 unterstrich das Jurisdiktionsprimat des Papstes und verkündete in der Konstitution „Pastor aeternus“ seine Unfehlbarkeit in Entscheidungen zu Glaubensfragen und seine Oberste Gerichtsbarkeit (allumfassende Jurisdiktion). Diese beiden Dogmen gaben in Deutschland einer starken politischen Strömung mit Reichskanzler Otto von Bismarck an der Spitze Anlass, Überlegungen zu einem absolutistischeren Staatskirchenrecht in der praktischen Politik umzusetzen. Diesen stellten sich katholische und in der Zentrumspartei organisierte Kreise entgegen, die den päpstlichen Primat der Kirche zu erhalten suchten.
In das Strafgesetzbuch wurde § 130a StGB im Jahr 1871 eingefügt. Dieser so genannte „Kanzelparagraph“ belegte den öffentlichen Frieden gefährdende öffentliche Erörterungen staatlicher Angelegenheiten mit Strafe. Das 1872 beschlossene „Jesuitengesetz“ zwang diese Ordensgeistlichen außer Landes. Die römisch-katholische Kirche war konsterniert. Ihre Widerstände lösten zuerst die Maigesetze in Preußen aus, die kaum verhüllte Kampfgesetze in der Auseinandersetzung mit der Kirche darstellten.

## Mai 1873
Das Gesetz vom 11. Mai 1873 betraf die Vorbildung und Anstellung von Geistlichen. In diesem Gesetz wurde von jedem Geistlichen eine Schulausbildung, eine gewisse Universitätsbildung durch ein dreijähriges Studium (Triennium) und das Ablegen einer staatlichen Prüfung  in Philosophie, Geschichte und Literatur verlangt (das sogenannte Kulturexamen), Die Anzeige der Ernennung eines Geistlichen war an den Oberpräsidenten zu leiten (Anzeigepflicht). Letzterer sollte gegen die Anstellung dann Einspruch erheben können, wenn gegen den Anzustellenden Tatsachen vorlägen, welche die Annahme rechtfertigten, dass er den Staatsgesetzen oder den innerhalb ihrer gesetzlichen Zuständigkeit erlassenen Anordnungen der Obrigkeit entgegenwirken oder den öffentlichen Frieden stören werde (Einspruchsrecht).
Ein weiteres Gesetz vom 12. Mai 1873 betraf die kirchliche Disziplinargewalt und setzte in Berlin einen königlichen Gerichtshof für die kirchlichen Angelegenheiten ein. Ungehorsame Bischöfe, welche sich jenen Bestimmungen nicht fügten, konnten vom Gericht abgesetzt werden.
In Kevelaer prangerte im Oktober 1873 der Mainzer Bischof Wilhelm Emmanuel von Ketteler vor mehr als 25.000 Menschen in seiner Predigt diese Regelungen an. Da die Erörterung staatlicher Angelegenheiten nach dem Kanzelparagraphen verboten war, wurde er nach seiner Ansprache verhaftet und zur Höchststrafe von zwei Jahren Festungshaft verurteilt, was heftige Proteste auslöste.

## Mai 1874
Ein Reichsgesetz vom 4. Mai 1874, betreffend die Verhinderung der unbefugten Ausübung von Kirchenämtern, erlaubte renitenten Geistlichen gegenüber gewisse Aufenthaltsbeschränkungen bis hin zur Landesverweisung (so genanntes „Expatriierungsgesetz“).

## Mai 1875
Das preußische Gesetz vom 31. Mai 1875 verbot alle Orden oder ordensähnlichen Kongregationen, abgesehen von solchen, welche sich der Krankenpflege widmeten. In der Enzyklika Quod numquam hatte der Papst Pius IX. die Maigesetze von 1873 für ungültig erklärt.

## Weitere Entwicklung
Die Maigesetze waren noch kein Schlusspunkt im Kulturkampf. Auch andere Rechtsnormen setzten dem Widerstand vorwiegend der römisch-katholischen Kirche zu, etwa das so genannte „Brotkorbgesetz“ mit seiner Einstellung staatlicher Leistungen. Die Bischöfe konnten sich jedoch auf die Rückenstärkung durch Papst Pius IX. verlassen.
Nach dessen Tod wurde die verfahrene Situation im Kulturkampf durch Pius’ Nachfolger Leo XIII. und ein gewisses Nachgeben Otto von Bismarcks bereinigt. Die Maigesetze erfuhren in den 1880er Jahren durch Novellierungen eine Entschärfung.